# Акаки
Ака́ки — город и ворэда в центральной части Эфиопии, в регионе Оромия. Представляет собой пригород Аддис-Абебы.

## География
Являясь частью зоны Мисрак-Шева, ворэда Акаки граничит на северо-западе с Аддис-Абебой, на севере с зоной Семиен-Шева и на востоке с зоной Ада-Шукала. Центром ворэды Акаки является город Дукем. Вореда расположена на высоте от 1500 до 2300 м над уровнем моря. Гора Йерер на границе с ворэдой Ада-Шакала является высшей точкой Акаки. Другие высокие горы — Гуджи, Билбило и Бошу. Основные реки включают Акаки, Дукем и Аваш.

## Экономика
Около 72,2 % земель используются в качестве пашни; 7,6 % используются как пастбища; 4,4 % — заняты лесами и оставшиеся 15,8 % не используются. Основные сельскохозяйственные культуры: чечевица, нут и пажитник сенной.
Здесь расположены 3 добывающих предприятия, 11 малых промышленных предприятия и около 700 торговых предприятий. В ворэде Акаки расположена гидроэлектростанция Аба-Самуэл, названая в честь расположенной поблизости церкви. Комплекс электростанции включает в себя плотину, построенную итальянцами в 1936 году на реке Аваш. В результате образовалось водохранилище объёмом около 40 000 куб. м.

## Население
По данным переписи 2007 года население ворэды составляет 77 836 человек, из них 40 241 мужчина и 37 595 женщин. 6670 человек или 8,57 % населения являются городскими жителями. 85,86 % населения — приверженцы эфиопской православной церкви; 7,01 % — приверженцы традиционных верований; 3,52 % — протестанты и 3,34 % — мусульмане.
По оценочным данным на 2005 год население насчитывало 74 020 человек, из них 38 092 мужчины и 35 928 женщин.
По данным переписи 1994 года население Акаки составляло 53 886 человек, из них 27 902 мужчины и 25 984 женщины. На тот период городских жителей в ворэде не было. Основные этнические группы: оромо (81,24 %), амхара (17,1 %) и вэрджи (0,81 %); численность всех остальных этнических групп не превышала 0,85 %. Язык оромо был родным для 81,42 % населения; амхарский язык — для 18,14 % населения; оставшиеся 0,44 % назвали другой язык в качестве родного. 96,66 % населения были приверженцами эфиопской православной церкви; 1,83 % — мусульмане и 1,03 % — приверженцы традиционных верований.